# Big Bang (album của Big Bang)
Big Bang là album phòng thu bằng tiếng Nhật thứ hai của ban nhạc nam Hàn Quốc Big Bang và được phát hành vào ngày 19 tháng 8 năm 2009..

## Sản xuất
Album bắt đầu được sản xuất từ khi đĩa đơn tiếng Nhật đầu tiên của nhóm "My Heaven" được phát hành tại Nhật Bản vào tháng 6 năm 2009. Tuy nhiên ca khúc này chỉ đạt được thành công khá khiêm tốn. Nhóm phát hành đĩa đơn tiếp theo, Gara Gara Go! (ガラガラ GO!!)! và chỉ khoảng 1 tháng sau đó, đĩa đơn tiêu thụ được trên 30.000 bản. Sau đó Big Bang hoàn thành công việc thu âm cho album vào cuối tháng 7. Bài hát duy nhất trong album có lời hoàn toàn bằng tiếng Anh là "Love Club".

## Xếp hạng
"Big Bang" xuất hiện trên bảng xếp hạng hàng ngày của Oricon tại vị trí số 2 với 12.000 bản bán được tính riêng trong ngày đầu tiên. Ca khúc tiếp đó đạt được vị trí số 3 trên bảng xếp hạng Oricon hàng tuần.

## Danh sách bài hát
| STT              | Nhan đề                                                                      | Phổ lời                             | Phổ nhạc                                  | Hòa âm                                       | Thời lượng |
| ---------------- | ---------------------------------------------------------------------------- | ----------------------------------- | ----------------------------------------- | -------------------------------------------- | ---------- |
| 1.               | "Intro"                                                                      |                                     |                                           |                                              | 0:53       |
| 2.               | "Gara Gara Go!! (Gotta Gotta Go!!)" (ガラガラ Go!!)                          | BIG-RON / Shion / Ricci / YUG JAPAN | Jimmy Thornfeldt                          | Jimmy Thornfeldt, Mohombi Moupondo, G-Dragon | 3:20       |
| 3.               | "Bringing You Love"                                                          | G-Dragon                            | Jimmy Thornfeldt                          | Jimmy Thornfeldt                             | 3:24       |
| 4.               | "My Heaven" (bản tiếng Nhật của "Heaven" (천국; Cheonguk))                   | G-Dragon, Fujibayashi Shoko, Komu   | G-Dragon, Daishi Dance                    | G-Dragon, Daishi Dance                       | 3:54       |
| 5.               | "Stay"                                                                       | Fujibayashi Shoko                   | Jimmy Thornfeldt, Mohombi Moupondo        | Jimmy Thornfeldt, Mohombi Moupondo           | 3:40       |
| 6.               | "Top of the World"                                                           | Shikata                             | Jimmy Thornfeldt, Mohombi Moupondo        | Jimmy Thornfeldt, Mohombi Moupondo           | 3:01       |
| 7.               | "Follow Me"                                                                  | Steve I                             | Jimmy Thornfeldt, Mohombi Moupondo        | Jimmy Thornfeldt, Mohombi Moupondo           | 3:32       |
| 8.               | "Baby Baby" (bản tiếng Nhật của "Last Farewell" (마지막 인사; Majimak Insa)) | Emi K.Lynn                          | G-Dragon, Brave Brothers                  | Brave Brothers                               | 3:53       |
| 9.               | "Emotion"                                                                    | G-Dragon, Komu                      | Jimmy Thornfeldt, Mohombi Moupondo, Perry | Jimmy Thornfeldt, Mohombi Moupondo, Perry    | 3:20       |
| 10.              | "Love Club"                                                                  | Rina Moon                           | G-Dragon, Perry, Teddy                    | Teddy                                        | 3:34       |
| 11.              | "Always" (bản tiếng Nhật)                                                    | Rina Moon                           | Teddy, Perry                              | Teddy                                        | 3:55       |
| Tổng thời lượng: | Tổng thời lượng:                                                             | Tổng thời lượng:                    | Tổng thời lượng:                          | Tổng thời lượng:                             | 36:26      |

### Chứng nhận
| Bảng xếp hạng                          | Chứng nhận (Doanh số) |
| -------------------------------------- | --------------------- |
| Chứng nhận lượng bán đĩa cứng của RIAJ | Vàng (100.000+)       |